# Montrol-Sénard
Montrol-Sénard é uma comuna francesa na região administrativa da Nova Aquitânia, no departamento de Alto Vienne. Estende-se por uma área de 27,17 km². Em 2010 a comuna tinha 279 habitantes (densidade: 10,3 hab./km²).